# شمس‌الدین فضل‌الله
خواجه شمس‌الدین ابن فضل‌الله؛ از حاکمان سربداران بود که بعد از کلو اسفندیار به حکومت رسید.

وی برادر امیر عبدالرزاق و امیر وجیه الدین مسعود بود و به نیابت از برادرزاده اش، خواجه لطف‌الله باشتینی که سنی نداشت زمام را بر دست گرفت و تنها هفت ماه بر سر کار بود.
در اواخر سال ۷۴۸ هـ. ق طوغای تیمورخان که امیدوار بود سربداران بر اثر نفاق و مبارزات داخلی ناتوان شده باشند، قصد حمله به سبزوار کرد، در همین هنگام خواجه شمس‌الدین که خود را شایسته سلطنت نمی‌دانست از نیابت سلطنت کناره گرفت.
سربداران چهارخروار ابریشم برای اداره امور زندگانیش به او دادند.
| جانشین: خواجه شمس‌الدین علی | حاکم سربداران ۱۳۴۷ تا ۱۳۴۸ میلادی | حاکم پیشین: کلو اسفندیار |